# Elezioni parlamentari in Iran del 1992
Le elezioni parlamentari in Iran del 1992 si tennero il 10 aprile e l'8 maggio per il rinnovo dell'Assemblea consultiva islamica e videro la vittoria dell'Associazione dei Chierici Militanti di Mohammad-Reza Mahdavi Kani.

## Contesto
Il numero di cittadini con diritto di voto erano 32.465.558; andarono alle urne in 18.767.042, pari ad un'affluenza del 57.81%. Si candidarono 3.233 cittadini e l'84,78% di essi (2.741) fu dichiarato eleggibile. Si candidarono 82 donne e 9 furono elette.

## Risultati
Nohlen et al. (2001)
| Partito                                       | Seggi | %    |
| --------------------------------------------- | ----- | ---- |
| Associazione dei Chierici Militanti e alleati | 150   | 55.6 |
| Società dei Chierici Militanti e alleati      | 0     | 0    |
| Indipendente                                  | 120   | 44.4 |
| Totale                                        | 270   | 100  |
| Fonte: Nohlen et al.                          |       |      |

Alem (2011)
| Destra      | 122 |
| Sinistra    | 40  |
| Fonte: Alem |     |

Inter-Parliamentary Union
| Voti validi                      | 18,476,051 |
| Voti bianchi o nulli             | 327,107    |
| Voti totale                      | 18,803,158 |
| Turno 2                          |            |
| Voti validi                      | 7,375,330  |
| Voti bianchi o nulli             | 109,767    |
| Voti totale                      | 7,485,097  |
| Fonte: Inter-Parliamentary Union |            |